# چکاران
چکاران (به لاتین: Chakaran) یک منطقهٔ مسکونی در افغانستان است که در ولایت بدخشان واقع شده‌است.